# Знаменський район (Орловська область)
Знаменський район (рос. Знаменский район) — муніципальне утворення у Орловській області.

## Адміністративний устрій
- Глотовське сільське поселення
- Ждімирське сільське поселення
- Знаменське сільське поселення(інші мови)
- Коптевське сільське поселення
- Красниковське сільське поселення
- Селиховське сільське поселення
- Узкінське сільське поселення